# Kobylisy
Kobylisy (deutsch Kobilis) ist ein Stadtteil der tschechischen Hauptstadt Prag im 8. Bezirk.

## Geographie
Kobylisy liegt im Norden von Prag nördlich der großen Schleife der Moldau. Im Norden wird der Stadtteil von dem Waldstück Ďáblický háj begrenzt, aus dem die Höhe Ládví ragt, im Südosten von der Schnellstraße Liberecká, die am Stadtrand in die Autobahn D8 übergeht. Benachbarte Stadtteile sind Ďáblice (NO), Střížkov (O), Libeň (S), Troja (SW) und Čimice (NW). 

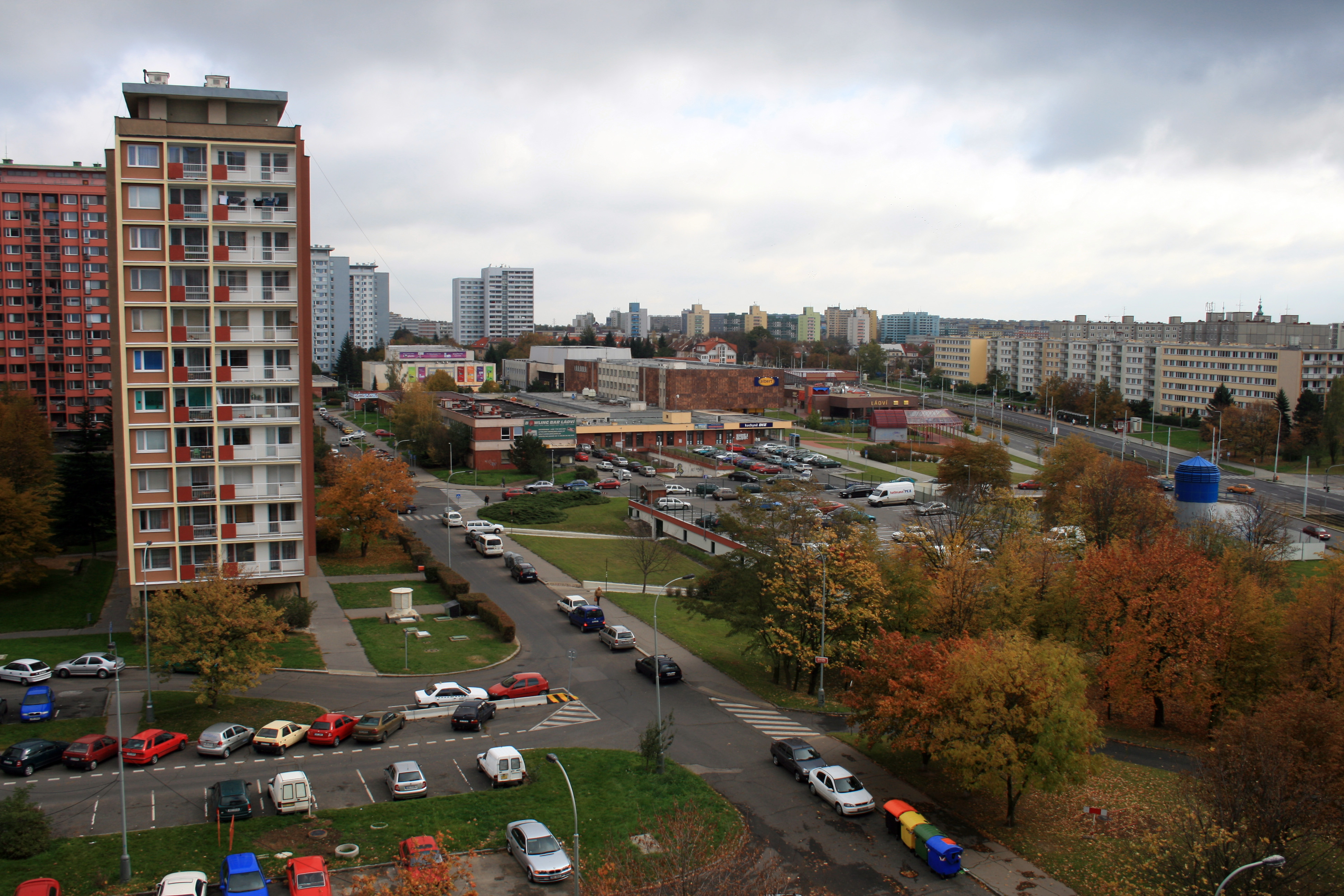
Einkaufszentrum und U-Bahnhof Ládví

Die Straßenbahnlinien 10, 14, 17, 24 und 25 fahren durch Kobylisy; die Linien 14 und 25 enden gegenüber der Vozovna Kobylisy, einem der sieben Wagendepots von Prag, am Nordrand des Stadtteils. Der östliche Teil besteht aus einer Plattenbausiedlung mit etwa 10.000 Bewohnern, der westliche Teil aus Einfamilienhäusern.
Seit 2004 ist das Viertel durch den U-Bahnhof Kobylisy und U-Bahnhof Ládví der Metro-Linie C erschlossen.

## Geschichte
Unter dem Namen Kobolisy wird der Ort erstmals im Jahr 1297 erwähnt. Kobylisy wurde 1922 nach Prag eingemeindet.
Der Schießplatz Kobylisy (Kobyliská střelnice), der im Norden am Ďáblický háj liegt, wurde von den Nationalsozialisten 1942 für Massenhinrichtungen benutzt. Er wurde 1978 zum Nationalen Kulturdenkmal erklärt und bildet jetzt eine Gedenkstätte.